# Wasserstraße 68 (Stralsund)
Wasserstraße 68 ist die postalischen Adresse eines denkmalgeschützten Gebäudes in der Wasserstraße im Stadtgebiet Altstadt der Stadt Stralsund. In der Literatur zur Stadt Stralsund und im Volksmund wird es Stadtwaage genannt, im Dehio-Handbuch der deutschen Kunstdenkmäler ist es als Hafenwaage bezeichnet.

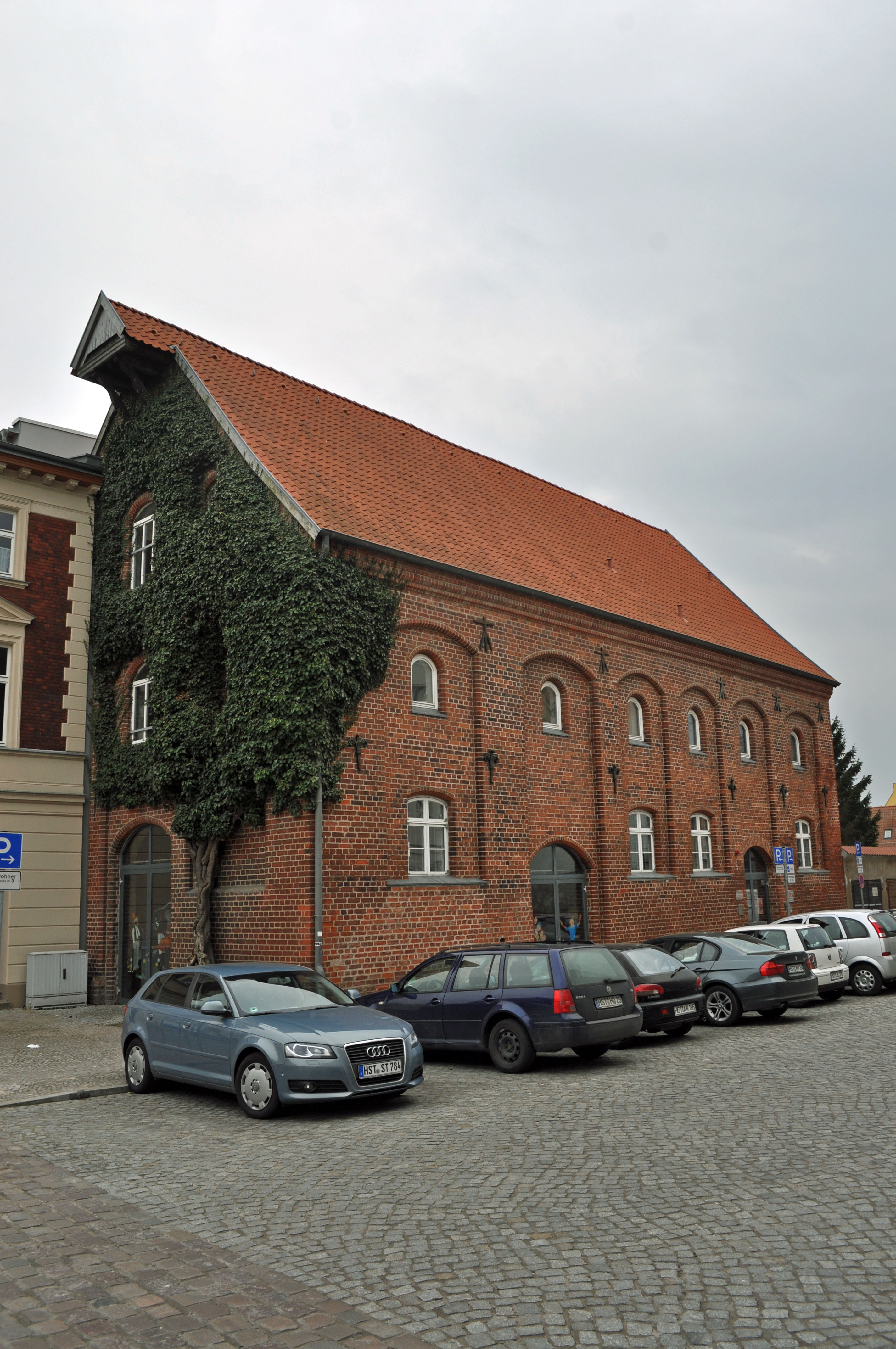
Wasserstraße 68 (2012)

Der im Kern mittelalterliche, zweigeschossige Backsteinbau mit geschossübergreifenden Segmentbogenblenden liegt am ehemaligen Hafenmarkt. Im Jahr 1279 wurde es erstmals urkundlich erwähnt. Es stand noch vor der Stralsunder Stadtmauer, nahe dem Badentor, und gehörte zur vordersten Reihe der Bebauung am Hafen; die Speicherbauten auf der heutigen Stralsunder Hafeninsel wurden erst ab 1873 errichtet. Das Gebäude brannte 1678 aus. Es wurde im 17. und im 19. Jahrhundert mehrfach verändert. Im 19. Jahrhundert wurde es wiederhergestellt, weist aber seither auch Bauteile und Baumerkmale aus der Zeit der Rekonstruktion auf. Im Zweiten Weltkrieg beschädigt, wurde es in den Jahren 1991/1992 rekonstruiert.
Die Stadt Stralsund nutzte den Bau als öffentliche Waage zur amtlichen Kontrolle von Maßen und Gewichten. Im Volksmund und im Tourismus wird das Bauwerk in der Wasserstraße als die Stadtwaage bezeichnet, tatsächlich verfügte die Stadt über mehrere Waaggebäude. Im Haus befand sich zeitweilig die Wohnung des Wiegemeisters, der ein Beamter der Stadt war. Ab Anfang der 1990er Jahre bis ins Jahr 2017 befand sich hier die städtische Kinderbibliothek, weiterhin fanden hier Veranstaltungen, wie beispielsweise Lesungen, statt. Seit dem Jahr 2018 ist das Gebäude ein Standort der Wirtschaftsförderung der Stadt.
Das Bauwerk liegt im Kerngebiet des im Jahr 2002 von der UNESCO als Weltkulturerbe anerkannten Stadtgebietes des Kulturgutes „Historische Altstädte Stralsund und Wismar“. In der amtlichen Denkmalliste trägt das Gebäude die Nummer 790 (siehe auch Liste der Baudenkmale in Stralsund). Es wird als „letztes Beispiel seiner Art im Ostseeraum“ gewertet.
Es ist nicht die einzige mittelalterliche Stadtwaage in Stralsund, ebenfalls erhalten ist die Stadtwaage am Rathaus.